# سرد موجز للحرب العالمية الثانية
الحرب العالمية الثانية هي صراع عسكري عالمي من عام 1939 إلى عام 1945، وقعت بين قوى الحلفاء من الولايات المتحدة والمملكة المتحدة والاتحاد السوفيتي والصين وغيرها من الدول ضد قوى المحور من ألمانيا واليابان وإيطاليا مع حلفائهم. قُتل أكثر من 60 مليون شخص، غالبيتهم من المدنيين، مما جعلها الصراع الأكثر دموية في تاريخ البشرية.

## جوهر الحرب العالمية الثانية
القادة:
- المحور
  - أدولف هتلر
  - هيروهيتو
  - بينيتو موسوليني
- الحلفاء
  - جوزيف ستالين
  - وينستون تشرتشل
  - فرانكلين دي روزفلت

مسارح القتال:
- المسرح الأوروبي
  - الجبهة الغربية
  - الجبهة الشرقية
- حرب المحيط الهادئ
  - الحرب اليابانية الصينية الثانية
- مسرح البحر الأبيض المتوسط والشرق الأوسط

أنواع الحرب:
- حرب مدرعة
- حرب حديثة
- حرب شاملة
- حرب عالمية

آثار الحرب:
- إبادة جماعية
  - الهولوكوست
  - الإبادة الجماعية البولندية
  - الإبادة الجماعية للغجر
- جرائم حرب
  - جرائم الحرب الألمانية
  - جرائم الحرب اليابانية

## أسباب الحرب العالمية الثانية
- أدولف هتلر
- الأحداث التي سبقت الحرب العالمية الثانية في آسيا
- الأحداث التي سبقت الحرب العالمية الثانية في أوروبا
- الإمبريالية
  - التوسعية
    - قومية توسعية
      - المجال الحيوي
      - القومية اليابانية
- النازيين
- الدولة في شووا اليابان
- معاهدة فرساي

## جرائم الحرب
- أدولف هتلر
- التشريعات المعادية لليهود في ألمانيا النازية قبل الحرب
- إبادة جماعية
- حرق الكتب النازية
- الأحياء النازية
- معسكرات الاعتقال النازية
- معسكرات الإبادة النازية
  - أوشفيتس
  - بيلزيك
  - خيلمنو
  - مايدانيك
  - سوبيبور
  - تريبلينكا
- النازية
- ألمانيا النازية
- الحزب النازي
- علم تحسين النسل النازي
- التجارب البشرية النازية
- وجهات النظر السياسية لأدولف هتلر
- السياسة العنصرية لألمانيا النازية

## المشاركون في الحرب العالمية الثانية
الحلفاء (انظر أيضًا قوات التحالف):
- الخمسة الكبار
  - المملكة المتحدة
  - الاتحاد السوفيتي (من يونيو 1941)
  - الولايات المتحدة (من ديسمبر 1941)
  - الصين
  - فرنسا
    - الجمهورية الفرنسية الثالثة (حتى يونيو 1940)
    - فرنسا الحرة (من يونيو 1940)
    - الحكومة المؤقتة (من يونيو 1944)
- حلفاء رئيسيون آخرون
  - اليونان
  - بولندا
  - يوغوسلافيا (بما في ذلك الحزبيون)
  - كندا
  - هولندا
  - بلجيكا
  - تشيكوسلوفاكيا
  - الهند
  - إيطاليا (من 1943)
- قوى الحلفاء الصغرى
  - أستراليا
  - نيوزيلاندا
  - منغوليا
  - النرويج
  - البرازيل
  - جنوب أفريقيا
  - المكسيك

قوى المحور:
- قوى المحور الرئيسية
  - ألمانيا النازية
  - امبراطورية اليابان
  - إيطاليا (مملكة إيطاليا (حتى عام 1943)، الجمهورية الإيطالية الاشتراكية (من عام 1943))
- قوى المحور الصغرى
  - بلغاريا
  - كرواتيا
  - المجر
  - رومانيا
  - جمهورية سلوفاكيا
  - مملكة يوغوسلافيا (لمدة يومين)
  - تايلاند
- الدول الدمية/المتعاونة

## الجدول الزمني للحرب العالمية الثانية

### جدول زمني مختصر
- غزو بولندا (1 سبتمبر - 6 أكتوبر 1939)
- معركة الأطلسي (3 سبتمبر 1939 - 8 مايو 1945)
- الحرب الزائفة (سبتمبر 1939 - مايو 1940)
- حرب الشتاء (30 نوفمبر 1939 - 13 مارس 1940)
- غزو الدنمارك والنرويج (9 أبريل - 10 يونيو 1940)
- غزو البلدان المنخفضة وسقوط فرنسا (10 مايو - 25 يونيو 1940)
- انسحاب دونكيرك (26 مايو - 4 يونيو 1940)
- غرق لانكاستريا (17 يوليو 1940)
- معركة بريطانيا (سبتمبر 1940)
- عملية بربروسا (غزو الاتحاد السوفيتي، بدأ في 22 يونيو 1941)
- حصار لينينغراد (8 سبتمبر 1941 - 27 يناير 1944)
- معركة موسكو (2 أكتوبر 1941 - 7 يناير 1942)
- الهجوم على بيرل هاربور (7 ديسمبر 1941)
- معركة سنغافورة (8 - 15 فبراير 1942)
- معركة بحر المرجان (4 - 8 مايو 1942)
- معركة ميدواي (4 - 7 يونيو 1942)
- معركة العلمين الأولى (1 - 27 يوليو 1942)
- معركة ستالينجراد (17 يوليو 1942 - 2 فبراير 1943)
- إنزال دياب (19 أغسطس 1942)
- حادثة لاكونيا (12 سبتمبر 1942 - 24 سبتمبر 1942)
- معركة العلمين الثانية (23 أكتوبر - 5 نوفمبر 1942)
- عملية الشعلة (8 - 10 نوفمبر 1942)
- معركة كورسك (4 يوليو - 23 أغسطس 1943)
- غزو صقلية (9 يوليو - 17 أغسطس 1943)
- غزو إيطاليا (3 - 16 سبتمبر 1943)
- الهدنة بين إيطاليا وقوات الحلفاء (موقعة في 3 سبتمبر، وأعلنت في 8 سبتمبر 1943)
- معركة مونتي كاسينو (17 يناير - 18 مايو 1944)
- معركة أنسيو (22 يناير - 5 يونيو 1944)
- إنزال النورماندي (6 يونيو 1944)
- عملية باغراتيون (22 يونيو - 19 أغسطس 1944)
- غزو جنوب فرنسا (15 أغسطس 1944)
- الخط القوطي (25 أغسطس - 17 ديسمبر 1944)
- ماركت جاردن (17 - 25 سبتمبر 1944)
- معركة غابة هورتغن (19 سبتمبر 1944 - 10 فبراير 1945)
- معركة آخن (2 - 21 أكتوبر 1944)
- معركة سخيلده (2 أكتوبر - 8 نوفمبر 1944)
- معركة خليج ليتي (23 - 26 أكتوبر 1944)
- معركة الثغرة (16 ديسمبر 1944 - 25 يناير 1945)
- غرق ويلهلم جوستلوف (30 يناير 1940)
- معركة برلين (16 أبريل - 2 مايو 1945)
- يوم النصر في أوروبا (8 مايو 1945)
- القصف الذري لهيروشيما وناجازاكي (6 و9 أغسطس 1945)
- يوم الانتصار على اليابان (15 أغسطس 1945)
- استسلام اليابان (2 سبتمبر 1945)

### جدول زمني شامل
- التسلسل الزمني لأحداث الحرب العالمية الثانية (1939–1945)
  - التسلسل الزمني لأحداث ما قبل الحرب العالمية الثانية
    - الأحداث التي سبقت الحرب العالمية الثانية في آسيا
    - الأحداث التي سبقت الحرب العالمية الثانية في أوروبا

  - التسلسل الزمني لغزو بولندا (1939)
  - التسلسل الزمني لمعركة الأطلسي الثانية (1939–1945)
  - التسلسل الزمني لحرب الشتاء (1939-1940)
  - التسلسل الزمني للحملة النرويجية (1940)
  - التسلسل الزمني لحملة شمال أفريقيا (1940–1943)
  - تسلسل أحداث الحرب العالمية الثانية (1939)
  - تسلسل أحداث الحرب العالمية الثانية (1940)
  - تسلسل أحداث الحرب العالمية الثانية (1941)
  - تسلسل أحداث الحرب العالمية الثانية (1942)
  - تسلسل أحداث الحرب العالمية الثانية (1943)
  - تسلسل أحداث للحرب العالمية الثانية (1944)
  - تسلسل أحداث الحرب العالمية الثانية (1945)

## الحرب العالمية الثانية حسب المنطقة
- العالم الحر (الحرب العالمية الثانية)

### مسارح وجبهات وحملات الحرب العالمية الثانية
- الجبهة الغربية
- الجبهة الشرقية
- الجبهة الداخلية
- الجبهة الداخلية للولايات المتحدة
- الجبهة الداخلية الأسترالية
- مسرح عمليات المتوسط والشرق الأوسط
- مسرح عمليات المحيط الهادئ
- مسرح عمليات جنوب شرق آسيا
- مسرح العمليات الأوروبي
- قائمة العمليات العسكرية على مسرح أوروبا الشرقية
- التسلسل الزمني للجبهة الشرقية
- الحملات الأفريقية
- حملة شرق إفريقيا
- حملة غرب إفريقيا
- حملات الولايات المتحدة
- الحملة الإيطالية
- الهجمات على أمريكا الشمالية
- الهجمات على أستراليا
- القوافل القطبية

### الحرب العالمية الثانية حسب البلد
- ألبانيا
- أستراليا
- بيلاروسيا
- بلغاريا
  - حركة المقاومة البلغارية
- بورما
- روثينيا الكارباتية
- مصر
- إستونيا
  - احتلال ألمانيا النازية لإستونيا
- فنلندا
- فرنسا
- ألمانيا
  - ألمانيا النازية
- جبل طارق
- اليونان
  - احتلال قوات المحور لليونان
- جرينلاند
- المجر
- الهند
- أيرلندا
- إيطاليا
  - الحملة الايطالية
    - غزو الحلفاء لصقلية
    - غزو الحلفاء لإيطاليا
- لاتفيا
  - احتلال ألمانيا النازية للاتفيا
- لينينغراد أوبلاست
- نيبال
- هولندا
- نيوزيلاندا
  - نشاط المحور البحري في مياه نيوزيلندا
- الفلبين
- رومانيا
- جنوب أفريقيا
- روديسيا الجنوبية
- الاتحاد السوفيتي
- إسبانيا
- المملكة المتحدة
- الولايات المتحدة الأمريكية
- فيتنام
- يوغوسلافيا
  - غزو يوغوسلافيا
- احتلال ألمانيا النازية لجمهوريات البلطيق
- احتلال ألمانيا النازية لبيلاروسيا
- احتلال ألمانيا النازية للدنمارك
- الاحتلال الألماني لجزر القنال
- أوسمة ونياشين وميداليات ألمانيا النازية
- تاريخ بولندا (1939-1945)
  - غزو بولندا
  - المناطق البولندية التي ضمتها ألمانيا النازية
  - الغزو السوفيتي لبولندا
  - الغزو السلوفاكي لبولندا
  - احتلال بولندا (1939-1945)
  - التقسيم الإداري للأراضي البولندية خلال الحرب العالمية الثانية
  - جرائم الحرب في بولندا المحتلة خلال الحرب العالمية الثانية
  - الثقافة البولندية خلال الحرب العالمية الثانية

## مبادرات أخرى في الحرب العالمية الثانية
- سرقة نازية

### الدعاية خلال الحرب العالمية الثانية
- الدعاية الأمريكية خلال الحرب العالمية الثانية
- الدعاية البريطانية خلال الحرب العالمية الثانية
- الدعاية النازية
- الدعاية السوفيتية خلال الحرب العالمية الثانية

## الناس في الحرب العالمية الثانية

### القادة في الحرب العالمية الثانية
- أدولف هتلر - أهم شخصية في الحرب العالمية الثانية كديكتاتور لألمانيا النازية، أحد أكثر الأشخاص نفوذاً في التاريخ.

#### الثلاثة الكبار
- جوزيف ستالين - قائد الاتحاد السوفيتي أثناء الحرب، القائد العام للجيش الأحمر.
- ونستون تشرشل - رئيس وزراء المملكة المتحدة.
- فرانكلين روزفلت - رئيس الولايات المتحدة الأمريكية أثناء الحرب.

#### آخرون
- قادة الحلفاء في الحرب العالمية الثانية
- قادة المحور في الحرب العالمية الثانية
- قادة الحرب العالمية الثانية

## التكنولوجيا خلال الحرب العالمية الثانية
التكنولوجيا خلال الحرب العالمية الثانية
- التكنولوجيا العسكرية الألمانية خلال الحرب العالمية الثانية
- التعاون التكنولوجي للحلفاء خلال الحرب العالمية الثانية
- التصعيد التكنولوجي خلال الحرب العالمية الثانية

### معدات الحرب العالمية الثانية
- قوائم المعدات العسكرية للحرب العالمية الثانية
- خسائر المعدات في الحرب العالمية الثانية

## الجوائز العسكرية المشتركة

### الاتحاد السوفيتي
- بطل الاتحاد السوفياتي
- وسام لينين
- وسام سوفوروف
- وسام ثورة أكتوبر
- وسام الراية الحمراء
- وسام الانتصار

### الولايات المتحدة الأمريكية
- وسام الشرف
- وسام النجمة الفضية
- ميدالية النجمة البرونزية
- صليب الطيران المتميز
- نوط الجو
- وسام النصر في الحرب العالمية الثانية
- ميدالية الحملة الآسيوية الباسيفيكة
- ميدالية الحملة الأوروبية الإفريقية والشرق أوسطية
- ميدالية الحملة الأمريكية

### المملكة المتحدة
- صليب فيكتوريا
- الصليب الجوي
- نيشان الحمام
- رتبة الإمبراطورية البريطانية
- صليب الطيران المتميز
- نجمة افريقيا
- نجمة المحيط الهادئ

### فرنسا وبلجيكا
- صليب الحرب

### بولندا
- صليب الشجاعة
- وسام بولونيا ريستيتوتا
- فيرتوتي ميليتاري

### ألمانيا النازية
- الصليب الحديدي

## نهاية الحرب العالمية الثانية
- نهاية الحرب العالمية الثانية في أوروبا
- نهاية الحرب العالمية الثانية في المحيط الهادئ

## بعد الحرب العالمية الثانية
- جرائم حرب الحلفاء خلال الحرب العالمية الثانية
- مجرمو حرب المحور
- قائمة جرائم الحرب التي ارتكبت خلال الحرب العالمية الثانية
- جرائم النازية ضد الأمة البولندية
- الذهب النازي
- طفرة المواليد بعد الحرب العالمية الثانية
- ملاحقة المتعاونين مع النازيين
- الحرب الباردة
- ظهور القوى العظمى

## الحرب العالمية الثانية في الثقافة الشعبية
- الحرب العالمية الثانية في الثقافة الشعبية

## كتب عن الحرب العالمية الثانية
- تاريخ الحرب العالمية الثانية

## روابط خارجية
الدلائل
- ياهو - «الحرب العالمية الثانية»
- دليل الفهارس والسجلات على الإنترنت للحرب العالمية الثانية
- التاريخ: WWII نسخة محفوظة 8 يوليو 2009 على موقع واي باك مشين.

عام
- قاعدة بيانات الحرب العالمية الثانية
- الحرب العالمية الثانية - سبارتاكوس التعليمية
- دويتشه فيله قسم خاص عن الحرب العالمية الثانية أنشأته إحدى محطات البث العامة في ألمانيا عن الحرب العالمية الثانية والعالم بعد 60 عامًا.
- كندا والحرب العالمية الثانية نسخة محفوظة 14 أبريل 2009 على موقع واي باك مشين.
- نهاية الحرب العالمية الثانية في ألمانيا
- موسوعة الحرب العالمية الثانية بواسطة قناة التاريخ
- جوائز الحرب العالمية الثانية والحائزين عليها.

وسائل الإعلام
- صور المحفوظات الوطنية الأمريكية
- مجموعة ملصقات الحرب العالمية الثانية أرشفة 2009-09-05 في آلة Wayback. استضافتها مكتبات جامعة شمال تكساس * المجموعات الرقمية
- أرشيف المنشور الدعائي للحرب العالمية الثانية نسخة محفوظة 26 مارس 2014 على موقع واي باك مشين.
- الحرب العالمية 2 صور ملونة
- خريطة الوسائط المتعددة - عرض تقديمي يغطي الحرب منذ غزو الاتحاد السوفيتي حتى سقوط برلين
- الأخبار الإذاعية من عام 1938 إلى عام 1945
- معرض فن الحرب على الإنترنت في الأرشيف الوطني البريطاني

المستندات عبر الإنترنت
- خرائط الوضع العسكري للحرب العالمية الثانية. مكتبة الكونجرس
- تقارير ما بعد العمل (AAR's) وغيرها من الوثائق الرسمية حول الانقسامات الأمريكية خلال الحرب العالمية الثانية
- خرائط من المحيط الهادئ والمسارح الإيطالية
- وثائق الحكومة الأمريكية التي رفعت عنها السرية رسميًا حول الحرب العالمية الثانية أرشفة 2008-03-21 في آلة Wayback ...
- التاريخ السوفياتي للحرب العالمية الثانية ، 28 أكتوبر 1959 - وكالة المخابرات المركزية، مكتب المخابرات الحالية.
- تقارير العمل الألمانية اليومية

قصص
- WW2 People War - مشروع من إعداد بي بي سي لجمع قصص الناس العاديين من الحرب العالمية الثانية

الافلام الوثائقية
- The World at War (1974) هو مسلسل تلفزيوني من 26 جزءًا من Thames  [لغات أخرى]‏ يغطي معظم جوانب الحرب العالمية الثانية من عدة وجهات نظر. يتضمن مقابلات مع العديد من الشخصيات الرئيسية (كارل دونيتز، ألبرت سبير، أنتوني إيدن، إلخ.) (رابط Imdb)
- الحرب العالمية الثانية بالألوان (1999) هو فيلم وثائقي من ثلاث حلقات يعرض لقطات فريدة بالألوان (رابط Imdb)
- Battlefield (سلسلة وثائقية)  [لغات أخرى]‏ هي سلسلة وثائقية تلفزيونية صدرت لأول مرة في 1994-1995 والتي تستكشف العديد من أهم المعارك التي خاضت خلال الحرب العالمية الثانية.
- الحرب (2007) هو فيلم وثائقي من 7 أجزاء يروي تجارب عدد من الأفراد من المجتمعات الأمريكية.